# Sonny Knight
Sonny Knight, geboren als Joseph Coleman Smith (Maywood (Illinois), 17 mei 1934 – Maui, 5 september 1998), was een Amerikaanse r&b- en popzanger, songwriter en schrijver. Zijn grootste hit was Confidential, dat in 1956 de pop- en r&b-hitlijsten bereikte en hij bleef opnemen tot in de jaren 1960. In 1981 schreef hij onder zijn echte naam The Day the Music Died, een gefictionaliseerd verslag van racisme in de Amerikaanse muziekbusiness in de jaren 1950.

## Biografie
Smith werd geboren in Maywood, Illinois, en verhuisde begin jaren 1950 met zijn gezin naar Los Angeles. Hij schreef zich in aan het Los Angeles State College, met de bedoeling een academische carrière na te streven, maar raakte geïnteresseerd in de muziekbusiness en, volgens een bron, bezocht hij de gebroeders Mesner bij Aladdin Records om hen het nummer Vicious, Vicious Vodka te verkopen, dat hij had geschreven voor zijn idool Amos Milburn. Milburn nam het nummer op in 1954. Een andere bron suggereert dat Smith zelf actief op zoek was naar een platencontract, in opdracht van een vriendin. In ieder geval bood Aladdin hem een platencontract aan en onder zijn zelfbedachte pseudoniem Sonny Knight bracht hij twee singles uit bij het label, waaronder But, Officer, later opgenomen door Steve Allen. De platen waren niet succesvol en hij nam op als Joe Smith voor het Cal-West-label, voordat hij tekende voor Specialty Records.
Na nog een paar niet-succesvolle singles, opnieuw opgenomen als Sonny Knight, werkte producent Robert 'Bumps' Blackwell samen met songwriter Dorinda Morgan. Ze schreef de ballad Confidential, die hij opnam voor het kleine platenlabel Vita in Pasadena (Californië). Hoewel het platenlabel zegt dat het is opgenomen met het Jack Collier Orchestra, is het in feite gemaakt met de Ernie Freeman Combo, waar ook gitarist Irving Ashby en saxofonist Plas Johnson bij speelden. Oorspronkelijk de B-kant van Jail Bird, werd de plaat omgedraaid door radio-dj's. Na aanvankelijk lokaal succes werd de plaat in licentie gegeven aan het grotere Dot Records en steeg het tot #17 in de Billboard poplijst en #8 in de r&b-hitlijst eind 1956.
Knight kon het niet volgen, hoewel hij bleef opnemen voor Dot. Hij werkte ook als sessiepianist in Los Angeles, op platen van Sandy Nelson en anderen, en nam op voor kleine labels, waaronder Original Sound, Fifo en World Pacific. In het begin van de jaren 1960 nam hij op voor het Aura-label en in 1964 bereikte zijn nummer If You Want This Love #71 in de poplijst. Zijn opvolger Love Me As While There Were No Tomorrow bereikte #100. Hij gaf zijn opnamecarrière halverwege de jaren 1960 op en verhuisde in de jaren 1970 naar Hawaï, waar hij bleef zingen in nachtclubs. In 1981, bekend als Joseph C. Smith, werd zijn roman The Day the Music Died gepubliceerd door Grove Press. Het was gebaseerd op zijn eigen ervaringen in de muziekbusiness in de jaren 1950 en kreeg over het algemeen goede recensies. De roman is al meer dan 25 jaar in druk.
De compilatie-cd Confidential met de opnamen van Sonny Knight werd rond 2001 uitgegeven door Pacific Records.

## Overlijden
Sonny Knight overleed in september 1998 op 64-jarige leeftijd, nadat hij twee jaar eerder een beroerte had gehad.
- Library of Congress Control Number: no2013001254
- MusicBrainz: 54fbd2f4-4059-4ebc-9d39-01bcf9ebd2d0
- Virtual International Authority File: 295205852
- WorldCat: E39PBJpj94fRQ9kqyfYXT4jt8C